# 1962–1966
| 전문가 평가                   | 전문가 평가 |
| 평가 점수                     | 평가 점수   |
| 출처                          | 점수        |
| ----------------------------- | ----------- |
| AllMusic                      | [ 2 ]       |
| Blender                       | [ 3 ]       |
| The Rolling Stone Album Guide | [ 4 ]       |

《1962–1966》(일명 "The Red Album")는 영국의 록 밴드 비틀즈의 음반으로, 타이틀에 명시된 연도에 걸쳐 있다. 1973년 상대편인 《1967–1970》(이하 "The Blue Album")과 함께 발매된 이 음반은 영국 3위, 미국 《캐시박스》 음반 차트 1위에 올랐다. 그러나 《빌보드》에서는 《1962–1966》이 3위로 정점을 찍은 반면, 《1967–1970》은 1위를 차지했다. 이 음반은 1993년 9월 콤팩트 디스크로 다시 발매되었으며, 영국 차트 3위에 올랐다.
이 음반은 비틀즈 매니저인 앨런 클라인에 의해 편집되었다. 《빌보드》 차트에서 2위를 차지한 〈Twist and Shout〉로 가장 두드러지게 커버 버전으로 성공을 거두었지만 비틀즈가 작곡한 곡만 수록됐다. 또한 주목할 만한 것은 조지 해리슨 작곡을 시대(예: 〈Taxman〉)에서 배제한 것과 수록된 모든 곡이 레논-매카트니 원작이라는 결과도 있다. 이와는 대조적으로 《1967-1970》 컴필레이션에는 해리슨가 쓴 여러 곡과 링고 스타가 쓴 곡이 포함되어 있다.
《1967–1970》와 마찬가지로, 이 컴필레이션은 애플/EMI에 의해 최소한 부분적으로는 전년도 텔레비전에서 판매되었던 《Alpha Omega》라는 이름의 해적판 컬렉션에 대응하여 프로듀싱이 되었다. 이 두 음반에 대한 인쇄 광고는 그들을 "비틀즈의 유일한 인가된 컬렉션"이라고 선언하였다.

## 음반 커버
1963년 데뷔 음반 《Please Please Me》를 위해 사진작가 앵거스 맥빈이 EMI 하우스(맨체스터 스퀘어의 EMI 런던 본사, 현재 철거) 내 계단 위를 내려다보고 있는 그룹의 독특한 컬러 사진을 찍었다. 1963년 EP 《The Beatles (No. 1)》의 커버에는 같은 촬영의 사진이 사용됐다.
1969년 비틀즈는 맥빈에게 이 장면을 재현해 달라고 요청했다. 비록 1969년 사진들 중 하나가 원래 계획된 《Get Back》 음반을 위한 것이었지만, 그 프로젝트가 1970년에 결국 《Let It Be》로 발매되었을 때는 사용되지 않았다. 대신 1963년 화보 촬영 때 사용하지 않은 사진과 함께 1969년 사진 한 장이 이 음반과 《1967–1970》 커버에 모두 사용되었다.
양쪽 음반의 내부 게이트폴드 사진은 1968년 7월 28일 일요일 런던에서 열린 "Mad Day Out" 사진 세션에서 나온 것이다.
음반 커버는 톰 윌키스가 디자인했다.

## 곡 목록
모든 곡들은 레논-매카트니가 작사/작곡하였다.
| #  | 제목                         | 음반                            | 재생 시간 |
| -- | ---------------------------- | ------------------------------- | --------- |
| 1. | 〈Love Me Do〉               | 《Please Please Me》 (1963년)   | 2:22      |
| 2. | 〈Please Please Me〉         | 《Please Please Me》 (1963년)   | 2:01      |
| 3. | 〈From Me to You〉           | 비음반 싱글 (1963년)            | 1:57      |
| 4. | 〈She Loves You〉            | 비음반 싱글 (1963년)            | 2:22      |
| 5. | 〈I Want to Hold Your Hand〉 | 비음반 싱글 (1963년)            | 2:26      |
| 6. | 〈All My Loving〉            | 《With the Beatles》 (1963년)   | 2:09      |
| 7. | 〈Can't Buy Me Love〉        | 《A Hard Day's Night》 (1964년) | 2:13      |

| #  | 제목                   | 음반                            | 재생 시간 |
| -- | ---------------------- | ------------------------------- | --------- |
| 1. | 〈A Hard Day's Night〉 | 《A Hard Day's Night》 (1964년) | 2:34      |
| 2. | 〈And I Love Her〉     | 《A Hard Day's Night》 (1964년) | 2:31      |
| 3. | 〈Eight Days a Week〉  | 《Beatles for Sale》 (1964년)   | 2:44      |
| 4. | 〈I Feel Fine〉        | 비음반 싱글 (1964년)            | 2:20      |
| 5. | 〈Ticket to Ride〉     | 《Help!》 (1965년)              | 3:11      |
| 6. | 〈Yesterday〉          | 《Help!》 (1965년)              | 2:05      |

| #  | 제목                                     | 음반                     | 재생 시간 |
| -- | ---------------------------------------- | ------------------------ | --------- |
| 1. | 〈Help!〉                                | 《Help!》 (1965년)       | 2:20      |
| 2. | 〈You've Got to Hide Your Love Away〉    | 《Help!》 (1965년)       | 2:11      |
| 3. | 〈We Can Work It Out〉                   | 비음반 싱글 (1965년)     | 2:16      |
| 4. | 〈Day Tripper〉                          | 비음반 싱글 (1965년)     | 2:49      |
| 5. | 〈Drive My Car〉                         | 《Rubber Soul》 (1965년) | 2:28      |
| 6. | 〈Norwegian Wood (This Bird Has Flown)〉 | 《Rubber Soul》 (1965년) | 2:05      |

| #  | 제목                 | 음반                     | 재생 시간 |
| -- | -------------------- | ------------------------ | --------- |
| 1. | 〈Nowhere Man〉      | 《Rubber Soul》 (1965년) | 2:44      |
| 2. | 〈Michelle〉         | 《Rubber Soul》 (1965년) | 2:42      |
| 3. | 〈In My Life〉       | 《Rubber Soul》 (1965년) | 2:27      |
| 4. | 〈Girl〉             | 《Rubber Soul》 (1965년) | 2:31      |
| 5. | 〈Paperback Writer〉 | 비음반 싱글 (1966년)     | 2:19      |
| 6. | 〈Eleanor Rigby〉    | 《Revolver》 (1966년)    | 2:08      |
| 7. | 〈Yellow Submarine〉 | 《Revolver》 (1966년)    | 2:39      |

## 인증
미국에서는 1973년 12월 31일까지 121만5338장의 음반을 판매했고, 10년 말까지 547만5942장의 음반을 판매했다.
| 국가                                                  | 인증             | 판매량/출하량 |
| ----------------------------------------------------- | ---------------- | ------------- |
| 아르헨티나 (CAPIF)                                    | 플래티넘         | 60,000^       |
| 오스트레일리아 (ARIA)                                 | 5× 플래티넘      | 350,000^      |
| 오스트리아 (IFPI 오스트리아)                          | 3× 플래티넘      | 150,000*      |
| 캐나다 (뮤직 캐나다)                                  | 다이아몬드       | 1,000,000^    |
| 덴마크 (IFPI Danmark)                                 | 골드             | 50,000^       |
| 프랑스 (SNEP)                                         | 플래티넘         | 2,061,600     |
| 프랑스 (SNEP) 2010 remaster                           | 골드             | 50,000*       |
| 독일 (BVMI)                                           | 4× 플래티넘      | 2,000,000^    |
| 일본 (RIAJ)                                           | 2× 플래티넘+골드 | 918,000       |
| 스페인 (PROMUSICAE)                                   | 2× 플래티넘      | 200,000^      |
| 스웨덴 (GLF)                                          | 플래티넘         | 100,000^      |
| 스위스 (IFPI 스위스)                                  | 플래티넘         | 50,000^       |
| 영국 (BPI)                                            | 2× 플래티넘      | 600,000^      |
| 미국 (RIAA)                                           | 15× 플래티넘     | 7,500,000^    |
| *판매량을 기반으로 한 인증 ^출하량을 기반으로 한 인증 |                  |               |